# Uğur Uçar
Uğur Uçar (Istanboel, 5 april 1987) is een Turks voormalig voetballer die speelde op de rechtsbackpositie. Hij stroomde in 2005 door naar het eerste elftal van Galatasaray. Vrijwel zijn hele carrière speelde hij in de Süper Lig. In zijn laatste seizoen tekende hij voor Pendikspor, dat uitkwam op het derde niveau van Turkije. Na zes optredens hing hij zijn voetbalschoenen aan de wilgen.

## Carrière
Uçar speeldet twee jaar in de jeugdopleiding van Galatasaray voordat hij bij de A-selectie kwam. Hij debuteerde in maart 2004 in het eerste elftal van Galatasaray. Uçar werd in het seizoen 2006/07 verhuurd aan Kayserispor, zodat hij zich kon klaarstomen voor het eerste elftal. Op 18 februari 2008 raakt hij ernstig geblesseerd aan zijn knie (gebroken knieschijf) tijdens een competitiewedstrijd tegen Konyaspor. waardoor hij enige tijd was uitgeschakeld. Uçar speelde na zijn periode bij Galatasaray (2004–2010) bij Ankaragücü, waar hij in het seizoen 2010/11 33 competitiewedstrijden speelde. Na dit seizoen maakte hij de overstap naar Karabükspor, waar hij in zijn eerste twee jaar een reservespeler was. In de jaargang 2013/14 speelde Uçar 25 wedstrijden in de Süper Lig. Uçar maakte in juli 2014 transfervrij de overstap naar Istanbul Başakşehir, waar hij in het seizoen 2014/15 dertig wedstrijden speelde. In elke wedstrijd had hij een plaats in het basiselftal.